# JK ミステリ 巡礼
『JK ミステリ 巡礼』（ジェイケイミステリじゅんれい）は、2015年12月から2016年3月までCS放送のMONDO TVにて放送されていた番組である。

## 概要
日本の各地に存在すると言われる心霊スポットや廃墟、曰くつきの場所などを女子高生たちが巡礼していくという設定。

## 放送
- MONDO TV

## 放送リスト
| 回 | タイトル                                      |
| -- | --------------------------------------------- |
| 1  | O脳病院・伊豆の廃旅館Ｈ                       |
| 2  | 将門塚・Ｈ王子城跡・青木ヶ原樹海              |
| 3  | 不知八幡森・廃村Ｔ集落                        |
| 4  | Ｓ証券Ｓ心寮・Ｓ幡神社                        |
| 5  | 西洋館・廃村Ｃ平集落・旧Ｋ峰トンネル          |
| 6  | ホテルＫ魚・旧Ｆ上トンネル                    |
| 7  | D合駅・ジェイソン村①・おせんころがし          |
| 8  | 神流湖・Ｏ淵                                  |
| 9  | 鈴ヶ森刑場跡・ホテルＢ富士・Ｈトンネル        |
| 10 | Ｔ良崎城跡・ジェイソン村②・日本平パークウェイ |
| 11 | 腹切りやぐら・ホテルＢ富士②・人穴             |
| 12 | 大房岬・雄蛇ヶ池・Ｉ取廃隔離病棟              |
| 13 | Ｍ弟子集落・しとどの窟・Ｈ宿海岸              |